# El estudio de Abel de Pujol
El estudio de Abel de Pujol es un cuadro de la pintora francesa Adrienne Marie Louise Grandpierre-Deverzy, realizado en 1822. Se conserva en el Museo Marmottan Monet.

## Historia
En 1822, Grandpierre-Deverzy envió su obra al Salón de París (Le Salon des Artistes Français), en donde fue aceptada y expuesta. La autora continuó exponiendo en este Salón desde 1822 hasta 1855.
La obra fue comprada por Giovanni Sommariva, uno de los grandes coleccionistas y mecenas de la época. Esto evidencia la presencia e importancia de la autora en ese momento, convirtiéndose además en una fuente para el estudio de la enseñanza artística femenina a partir de su trabajo.
Posteriormente, tanto el cuadro como la autora, tras un periodo de completa invisibilización, fueron recuperados en la exposición Women Artists: 1550-1950, organizada por Linda Nochlin y Ann Sutherland Harris en 1976. De hecho, esta obra conformó la portada del catálogo de la exposición. 

## Descripción
En el cuadro se observa a un grupo de mujeres que están en el estudio, pintando, charlando, escogiendo pigmentos o incluso, mostrándole al maestro, Abel de Pujol, el boceto que han realizado, como es el caso de una de ellas. El espacio está bien iluminado, limpio y ordenado, en contraposición a otros cuadros de la época que representaban estudios masculinos.
El taller está lleno de elementos que están vinculados a lo artístico, como caballetes, lienzos, moldes, bustos de la Antigüedad en las estanterías superiores, vaciados y tres pinturas religiosas de Abel de Pujol colocadas en la pared, las únicas pinturas visibles de toda la escena y que refuerzan aquello que es apropiado para el género femenino.
Otro de los aspectos destacables es la presencia de una modelo en el taller, la cual se encuentra totalmente vestida. A diferencia de los hombres, ellas no podían estudiar desnudos y esto las excluía de la pintura de historia, que era la más valorada en ese momento dentro del ámbito académico. 
En contraposición a la modelo, la autora ironiza con la presencia de un torso masculino que está localizado en una estantería y que se encuentra dado la vuelta de forma decorosa. A su vez, el torso de Afrodita, situado al lado de la modelo, tiene tapado el área genital en referencia también a los límites establecidos para la enseñanza artística de las mujeres.
El boceto que tiene en la mano el maestro es el único dibujo elaborado por una de ellas. Pujol está dirigiéndose a la autora, mientras que, otra mujer localizada a su lado, mira directamente al espectador y, detrás de ellos, dos mujeres miran por la ventana. Una de estas tiene su brazo alrededor de aquella cuyo trabajo está siendo valorado por Pujol. Este gesto podría evidenciar que físicamente está con sus compañeras, pero no mentalmente. Su mirada por la ventana podría ser interpretada como el rechazo a la rigidez y a las limitaciones femeninas presentes en la enseñanza artística privada en favor de la esfera pública.
El estudio se conforma entonces como un espacio liminal entre la esfera pública y la privada; un posible eje desde el que cambiar la dirección de las mujeres, presentes en el ámbito del hogar, para dirigirla hacia el mundo laboral. Un cambio fundamental para que el estatus de las mujeres pasara de aficionadas a profesionales, alcanzando a su vez una identidad colectiva. 
Es necesario especificar que el hecho de que fueran consideradas aficionadas se debía a que solo se las permitía cultivar géneros "menores" (por ejemplo el paisaje, escenas de género o el retrato) debido a su exclusión del estudio de los desnudos. Pero esto no impidió que algunas de ellas alcanzaran una formación mayor, especialmente aquellas cuya familia era artista, lo que les permitió el desarrollo de su carrera profesional. 
En definitiva, el cuadro muestra la situación de las mujeres dentro de la enseñanza artística con posterioridad a la Revolución. Segregadas dentro de una clase que las separaba de la enseñanza que recibían los hombres, solo podían estudiar a modelos vestidos, lo que limitaba su consideración como profesionales. Sin embargo, la autora refleja de forma clara la conciencia que tiene acerca de estas limitaciones en la educación artística femenina.  
Grandpierre-Deverzy fue profesora del taller y, tras la muerte de Pujol en 1861 (de quien se había convertido en su segunda esposa), se hizo cargo del mismo. 